# Carl Friedrich Döhnel
Carl Friedrich Döhnel (* 12. Juni 1772 in Schneeberg; † 28. Juli 1853 in Wiesenburg) zählt neben Christian Gottlob Wild zu den Begründern der erzgebirgischen Mundartliteratur. Der Sohn des Gemeindevorstehers, Kauf- und Handelsherrn Johann  Zacharias Döhnel und seiner Ehefrau Magdalene Sophie geb. Coithin studierte an der Universität Leipzig Rechtswissenschaften und ließ sich 1796 in Wiesenburg bei Zwickau nieder und arbeitete dort als Rechtsanwalt und Notar. Zu seinen Klienten zählte zum Beispiel der am 27. November 1823 in Schwarzenberg/Erzgeb. enthauptete Carl Ludwig Otto. 1803 heiratete er Johanne Dorothea Kempten, mit der er drei Kinder hatte.
Er schrieb Lieder und Gedichte in Hochdeutsch und in erzgebirgischer Mundart. Döhnel publizierte auch unter den Pseudonymen „D. Kilian Zebedäus Spiznagel“ und „K. Fr. Dähnel“.

## Werke
- Gedichte. Schilli, Schneeberg 1796. (Digitalisat.)
- Die Gefahren einer voreiligen Verbindung. Ein Spiegel für Mädchen, die bei der Wahl ihres Gatten zu sehr der Stimme ihres Herzens folgen. Von K. Fr. Dähnel. Ronneburg 1896.[1]
- Vorturnerübungen. Ein Handbuch für Turnlehrer, Turnwarte und Vorturner zum Gebrauche in Turnvereinen und Schulen. Mit 190 in den Text gedruckten Holzschnitten. Der angestrebten Einheit der deutschen Turnsprache wegen durchgesehen von Karl Wassmannsdorff. Selbstverlag, Gera 1897.
- Die Rosaschleife oder das Ideal. Eine Heiratsgeschichte aus den Rosenmonden meines Lebens, mit einem traurigen Ende, jedoch ohne Selbstmord und Consistorialprozess. Nebst einem Sondschreiben an den Negereidevantgeneral Toussaint Louvertiere und einem Prillet an den Nachwächter zu Schwalbenschwanz. Schumann, Zwickau 1803.
- Aurora Fortuna oder die Ehe durch das Loos. Eine komische Kleinigkeit in Friedrich Launs Manier. Schumann, Zwickau 1804.
- Die Schulmeisterwahlen. Ein satyrisch-komischer Roman. Schumann, Zwickau 1805.
- Skelette, ausgestellt. Zwickau 1806.
- Gefälligkeiten des Herrn von Zagheim auf Zornheim. Ein Roman. Verlagsbuchhandlung, Zwickau 1807. (Digitalisat)
- Kilian, ich komme wieder! Oder: meiner Frauen wirkliche Erscheinung nach ihrem Tode. Eine wahre Geschichte; item Aufzählung der Abentheuer, die mir, meinen Hunden, meinem Freunde dem Advokat Krummfinger und noch mehrern Freunden dabei begegnet; nebst einem Glaubensbekenntniss über die Möglichkeit der Wiedererscheinung nach dem Tode, von D. Kilian Zebedäus Spiznagel, nicht unrühmlich bekannten Verfasser mehrerer Schrifften aus allen Zweigen einer Philosophie, die weder das Komische der Schlegelschen, noch das Anmassliche der Kantischen, noch das Unhaltbare der Fichteschen Schule hat. Aus seinem Nachlasse herausgegeben von dem Verfasser der Aurora Fortuna. Zwickau/Leipzig, Schumann 1805.
- Carl Ludwig Otto aus Carlsfeld, Mörder seiner Geliebten, in: Erinnerungsblätter für gebildete Leser, Zwickau 1823, S. 727–734 und 748–752.
- Consul Burzelbaum aus der Residenz an seine Bobeline, in: Dresdner Abend-Zeitung, Nr. 87 (1825), S. 345.
- Tschumperliedl
- ’s gebirgische Maadel, 1819